# هیگدون (آلاباما)
هیگدون (به انگلیسی: Higdon) یک منطقهٔ مسکونی در ایالات متحده آمریکا است که در آلاباما واقع شده‌است. هیگدون ۱٬۳۹۸ نفر جمعیت دارد و ۴۲۱ متر بالاتر از سطح دریا واقع شده‌است.